# Анандараджа, Кандиах
Кандиах Анандараджа (англ. Kandiah Anandarajah, 4 декабря 1938) — малайзийский хоккеист (хоккей на траве), защитник.

## Биография
Кандиах Анандараджа родился 4 декабря 1938 года.
Играл в хоккей на траве за Селангор.
В 1964 году вошёл в состав сборной Малайзии по хоккею на траве на Олимпийских играх в Токио, поделившей 9-10-е места. Играл на позиции защитника, провёл 3 матча, забил 2 мяча в ворота сборной Гонконга.